# Achim Thom
Achim Thom (* 14. August 1935 in Marienburg, Pommern; † 19. September 2010 in Schwarz (Mecklenburg)) war ein deutscher Medizinhistoriker und Philosoph.

## Leben
Thom ist in Marienburg und Graudenz aufgewachsen, und nach der Vertreibung 1945 in Gernrode, Harz. Er belegte ein Studium der Philosophie mit Nebenfach Psychologie an der Karl-Marx-Universität Leipzig. Verheiratet war er mit der Philosophin Martina Thom und hatte drei Kinder. 1965 erfolgte die Promotion am Institut für Marxismus-Leninismus. Danach war er tätig in der Lehrgruppe Medizin und als Dozent. 1971 folgte eine Promotion zum Dr. sc. phil. 1973 wurde Thom zum Professor berufen. 1977 bekam er eine Umberufung zum Professor für Geschichte der Medizin ans Leipziger Karl-Sudhoff-Institut für Geschichte der Medizin und der Naturwissenschaften, dessen Leiter er 1982 wurde.
In den 1980er Jahren war Achim Thom u. a. Mitglied des Beirats Medizin beim Ministerium für Hoch- und Fachschulwesen der DDR, Mitglied des Nationalkomitees für Geschichte und Philosophie der Wissenschaften bei der Akademie der Wissenschaften der DDR und Mitglied des Wissenschaftlichen Rates für Friedensforschung an der Akademie der Wissenschaften der DDR. 1996 beendete er seine Tätigkeit als Direktor des Karl-Sudhoff-Instituts und wurde 2000 emeritiert.
Als Medizinhistoriker mit philosophischem Hintergrund arbeitete Achim Thom an einer Öffnung enger ideologischer Paradigmen, z. B. gelang 1984 erstmals die Veröffentlichung von Werken Sigmund Freuds in der DDR. In enger Zusammenarbeit mit dem Psychiater Klaus Weise, Leipzig, und mit Vertretern der reformorientierten Psychiatrie in der Bundesrepublik wie Erich Wulff und Klaus Dörner war Achim Thom an einer Reformierung und Modernisierung der Psychiatrie der DDR beteiligt.
Ein Thema seiner Arbeiten war die ethische Problematik des Arztberufes, aber auch generelle sozialpolitische und ethisch-moralische Probleme, wie der Umgang mit Sterbenskranken in der DDR. Ein weiteres Gebiet seiner Forschungsarbeit betraf die Analyse von Wandlungen in den theoretischen Konzepten in der Medizin seit dem Beginn des 19. Jahrhunderts und insbesondere die Stellung der Psychotherapie in der Medizin. Als Medizinhistoriker widmete er sich der Geschichte der medizinischen Fakultät der Universität Leipzig im 19. und 20. Jahrhundert und seit den 1980er Jahren immer mehr der Geschichte der Medizin und ärztlichen Praxis in den Jahren des Nationalsozialismus. In diesem Zusammenhang standen seine Forschungen zum Thema Psychiatriegeschichte und Euthanasie im Dritten Reich, u. a. in Kooperation u. a. mit dem Münchner Institut für Zeitgeschichte und dem Militärgeschichtlichen Forschungsamt in Freiburg.
Achim Thom war Mitautor des von Wolfgang U. Eckart und Christoph Gradmann herausgegebenen Ärztelexikons, das 2006 in dritter Auflage erschien.

## Schriften (Auswahl)
- als Hrsg. mit Bernhard Schwarz und Klaus Weise: Sozialpsychiatrie in der sozialistischen Gesellschaft. Georg Thieme, Leipzig 1971.
- mit Klaus Weise: Medizin und Weltanschauung. Urania-Verlag, Leipzig/Jena/Berlin 1973. Digitalisat 2019.
- mit Susanne Hahn: Sinnvolle Lebensbewahrung – humanes Sterben: Positionen zur Auseinandersetzung um den ärztlichen Bewahrungsauftrag gegenüber menschlichem Leben. Deutscher Verlag der Wissenschaften, Berlin 1983.
- als Hrsg.: Medizin im Faschismus: Protokoll / Symposium über das Schicksal der Medizin in der Zeit des Faschismus in Deutschland 1933–1945. Akademie für Ärztliche Fortbildung der DDR, Berlin 1983.
- als Hrsg.: Zur Geschichte der Psychiatrie im 19. Jahrhundert. Verlag Volk und Gesundheit, Berlin 1984.
- als Hrsg.: Sigmund Freud: Psychoanalyse. Reclam-Verlag, Leipzig 1984, ISBN 3-379-00535-5.
- als Hrsg. mit Genadij Ivanovič Caregorodcev: Medizin unterm Hakenkreuz. Verlag Volk und Gesundheit, Berlin 1989, ISBN 3-333-00400-3.
- als Hrsg. mit Erich Wulff: Psychiatrie im Wandel. Erfahrungen und Perspektiven in Ost und West. Psychiatrie Verlag, Bonn 1990, ISBN 3-88414-100-7.
- Kriegsopfer der Psychiatrie. Das Beispiel der Heil- und Pflegeanstalten Sachsens. In: Norbert Frei (Hrsg.): Medizin und Gesundheitspolitik in der NS-Zeit. R. Oldenbourg Verlag, München 1991 (= Schriften der Vierteljahrshefte für Zeitgeschichte. Sondernummer), ISBN 3-486-64534-X, S. 201–216.